# Ashwagandha y la Testosterona

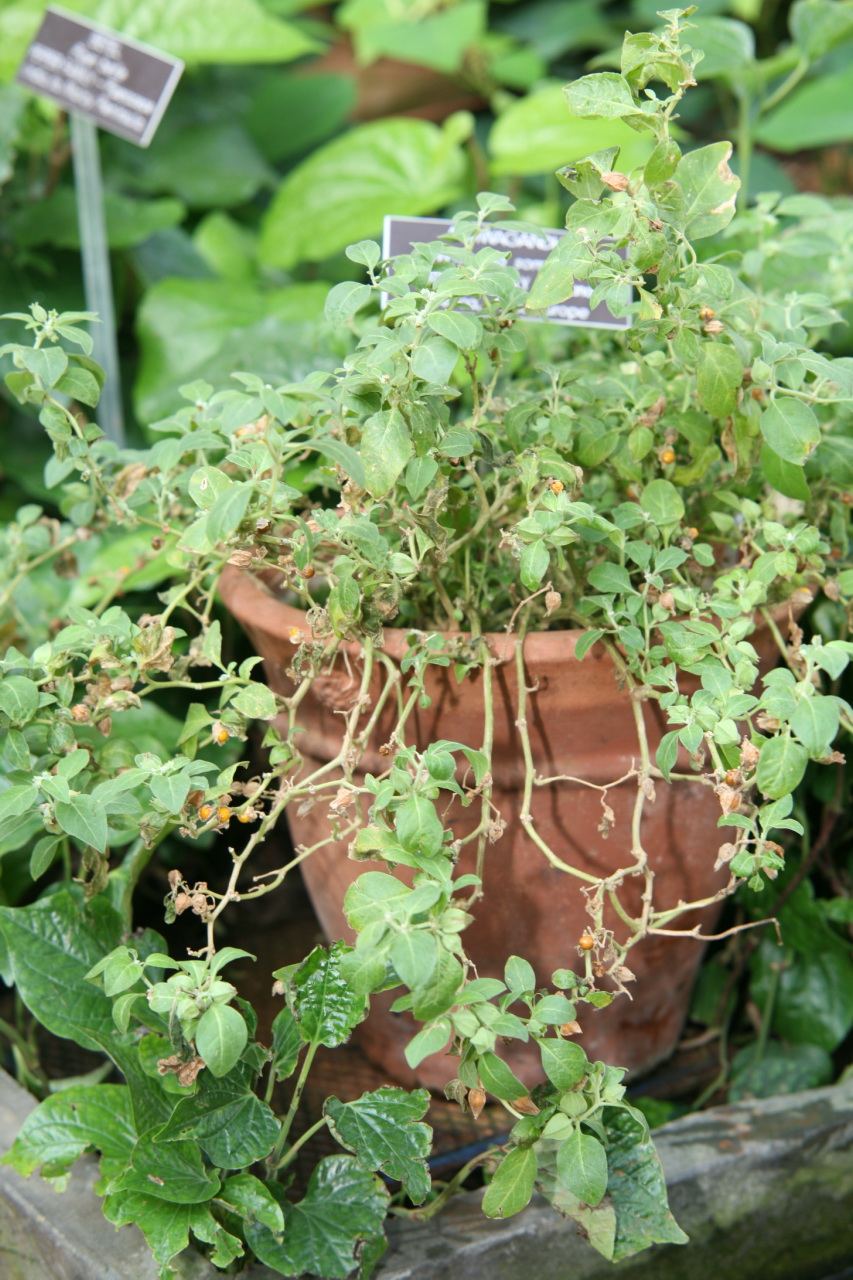
Ashwagandha

La Ashwagandha (Withania somnifera), es un arbusto de hoja perenne que crece en Asia y África. Sus raices y bayas utilizadas en la medicina ayurvédica durante siglos, ha sido objeto de múltiples investigaciones en las últimas décadas debido a su potencial para influir en diversos aspectos de la salud, incluido el sistema hormonal. Uno de los temas más relevantes es su efecto sobre los niveles de testosterona, especialmente en hombres. La testosterona es una hormona esencial producida por los testículos que desempeña un papel crucial en la salud reproductiva, el desarrollo muscular, la densidad ósea y el bienestar general.

Mapa de la ubicación de la Ashwagandha (Withania somnifera), en verde están las ubicaciones nativas de la planta y en morado donde esta se ha introducido.

## Estudios sobre los efectos delAshwagandhaen la testosterona de hombres

### Estudios en Hombres Infértiles
Un estudio notable realizado por Mahindra et al. (2019), publicado en el American Journal of Men's Health, evaluó el efecto de un extracto estandarizado de ashwagandha en hombres infértiles. Durante 90 días, se administró la hierba a los participantes, quienes mostraron un aumento promedio del 14.7% en los niveles de testosterona total. Además, los resultados revelaron mejoras en la calidad del esperma y en la libido, sugiriendo que la ashwagandha podría no solo elevar los niveles hormonales, sino también contribuir a la salud reproductiva.

### Estudio en Hombres Sanos
Otro estudio significativo publicado en Journal of Ethnopharmacology por Lopresti y Drummond (2015) investigó a hombres sanos que tomaron un extracto de ashwagandha durante 8 semanas. Los resultados indicaron un incremento entre el 15% y el 20% en los niveles de testosterona. Este estudio se centró en cómo la ashwagandha podría mejorar el rendimiento físico, lo que a su vez podría estar relacionado con el aumento de la producción hormonal.

### Estudio en Jugadores de Fútbol
En un ensayo clínico realizado por Wankhede et al. (2015) y publicado en el Journal of Ayurveda and Integrative Medicine, se examinó a jugadores de fútbol que consumieron ashwagandha durante 12 semanas. Se observó un aumento significativo en los niveles de testosterona y una mejora en la resistencia y la fuerza muscular. Este estudio sugiere que la suplementación con ashwagandha podría ser beneficiosa para los atletas que buscan optimizar su rendimiento hormonal y físico.

### Investigación sobre efectos en elCortisoly Testosterona
Un estudio realizado por Chandrasekhar et al. (2012) y publicado en el Indian Journal of Psychological Medicine investigó los efectos de la ashwagandha en el estrés y los niveles de cortisol. Aunque este estudio no se centró exclusivamente en la testosterona, encontró que la ashwagandha reduce significativamente los niveles de cortisol en situaciones de estrés. Dado que el cortisol alto puede interferir con la producción de testosterona, esta reducción podría ser un factor clave en la mejora de los niveles de testosterona observados en otros estudios.

### Revisión Sistemática
Un metaanálisis realizado por K. T. K. Sharma et al. (2021), que revisó múltiples estudios sobre ashwagandha y testosterona, encontró que la suplementación de ashwagandha consistentemente resulta en aumentos significativos de testosterona, lo que apoya la hipótesis de que la ashwagandha puede ser un tratamiento efectivo para mejorar los niveles hormonales en hombres.

## Mecanismos de acción
El mecanismo exacto a través del cual la ashwagandha aumenta los niveles de testosterona no está completamente elucidado. Sin embargo, se postula que la reducción del cortisol es un factor importante. La ashwagandha podría regular el eje hipotálamo-hipófiso-adrenal (HPA), que es responsable de la respuesta al estrés. Al disminuir el estrés, se crea un ambiente hormonal más favorable para la producción de testosterona.

## Conclusiones
La evidencia actual sugiere que la ashwagandha tiene un Efecto Positivo sobre los niveles de testosterona en hombres, respaldada por múltiples estudios clínicos que han documentado aumentos significativos en la producción hormonal tras la suplementación. Aunque se requiere más investigación para comprender completamente los mecanismos subyacentes y los efectos a largo plazo, los hallazgos actuales indican que la ashwagandha puede ser una opción viable para aquellos que buscan mejorar sus niveles de testosterona de manera natural.